# Pedro Marcos Ribeiro da Costa
Pedro Marcos Ribeiro da Costa (* 21. Oktober 1921 in Cajikole, Provinz Malanje; † 3. September 2010) war ein angolanischer Geistlicher und Bischof von Saurimo.

## Leben
Pedro Marcos Ribeiro da Costa empfing nach seinem Studium am Seminar der Diözese Malanje am 23. Januar 1949 die Priesterweihe. Nach Tätigkeiten in verschiedenen Pfarreien wurde er 1975 Generalvikar in Malanje.
Papst Paul VI. ernannte ihn am 3. Februar 1977 zum Bischof von Henrique de Carvalho. Der Apostolische Delegat in Angola, Erzbischof Giovanni De Andrea, spendete ihm am 20. März desselben Jahres die Bischofsweihe. Mitkonsekratoren waren Alexandre do Nascimento, Erzbischof von Lubango, und Oscar Lino Lopes Fernandes Braga, Bischof von Benguela. Am 16. Mai 1979 änderte der Papst den Namen des Bistums in Saurimo. 
Am 15. Januar 1997 nahm Papst Johannes Paul II. seinen altersbedingten Rücktritt an. Er starb 2010 an den Folgen eines Herz-Kreislauf-Versagens.